# Réserve naturelle orientée de Lama Bianca
La réserve naturelle de Lama Bianca est un espace naturel protégé créé dans les Abruzzes en 1987. Elle est située dans la communes de Sant'Eufemia a Maiella, dans la province de Pescara,.

## Historique

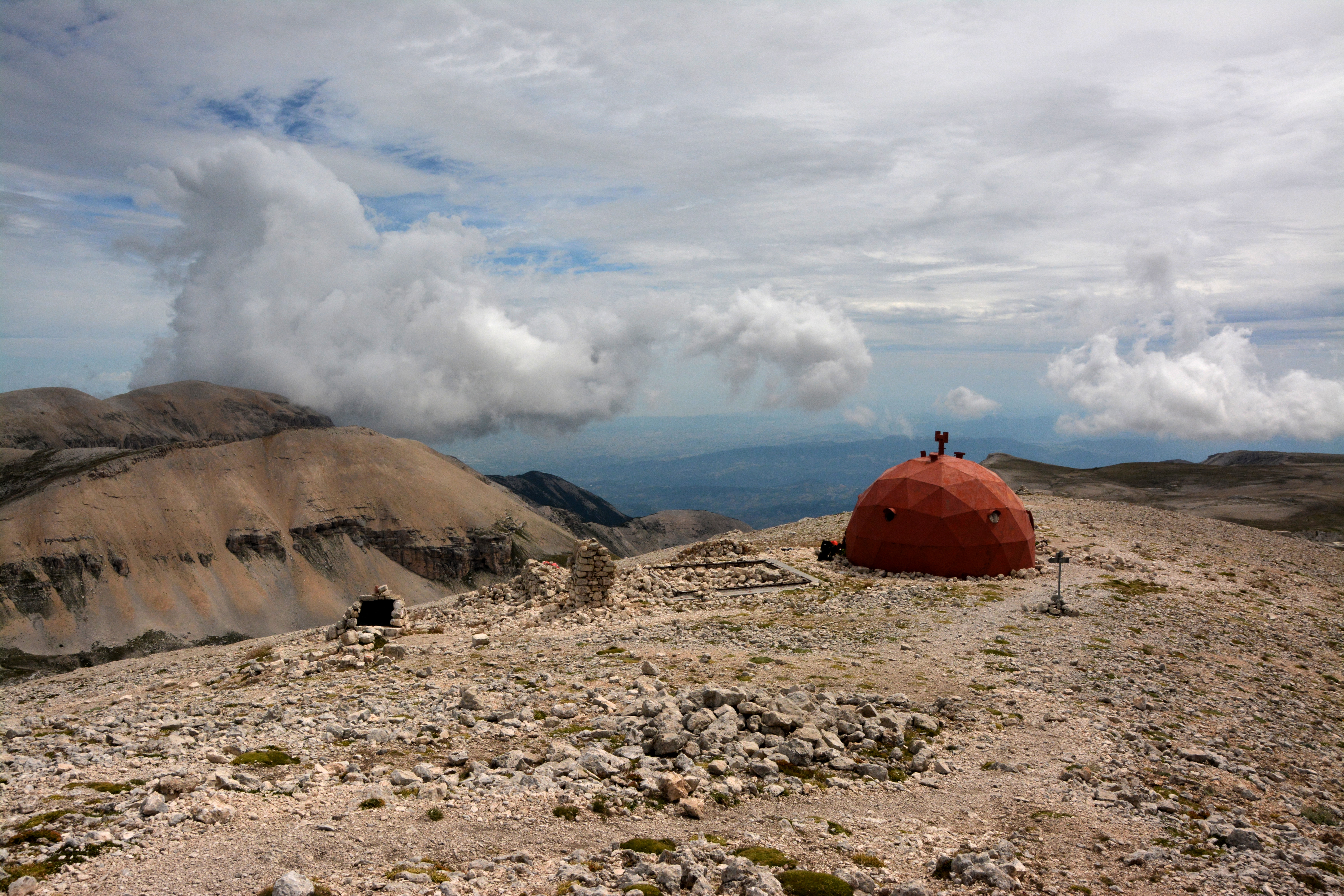
Le mont Amaro.

La réserve a été créée par arrêté ministériel du 5 juin 1987 en tant que réserve naturelle orientée. À la fin des années 1980, le Corps forestier d'État a créé le réseau de sentiers qui traverse la zone protégée, également accessible aux personnes handicapées. Avec la loi n. 394 de 1991 a été inclus dans le territoire du parc national de la Majella, situé dans la zone A . Le 21 mai 1992, il a été reconnu dans le cadre de la Directive habitats comme site d'importance communautaire.
Elle occupe une superficie de 1 407 ha, avec un dénivelé allant d'un minimum de 1 000 à 2 793 m d'altitude du mont Amaro situé au sud-ouest, tombant sur le territoire de la commune de Sant'Eufemia a Maiella et comprenant une partie de la vallée d'Orta à l'ouest.

## Flore

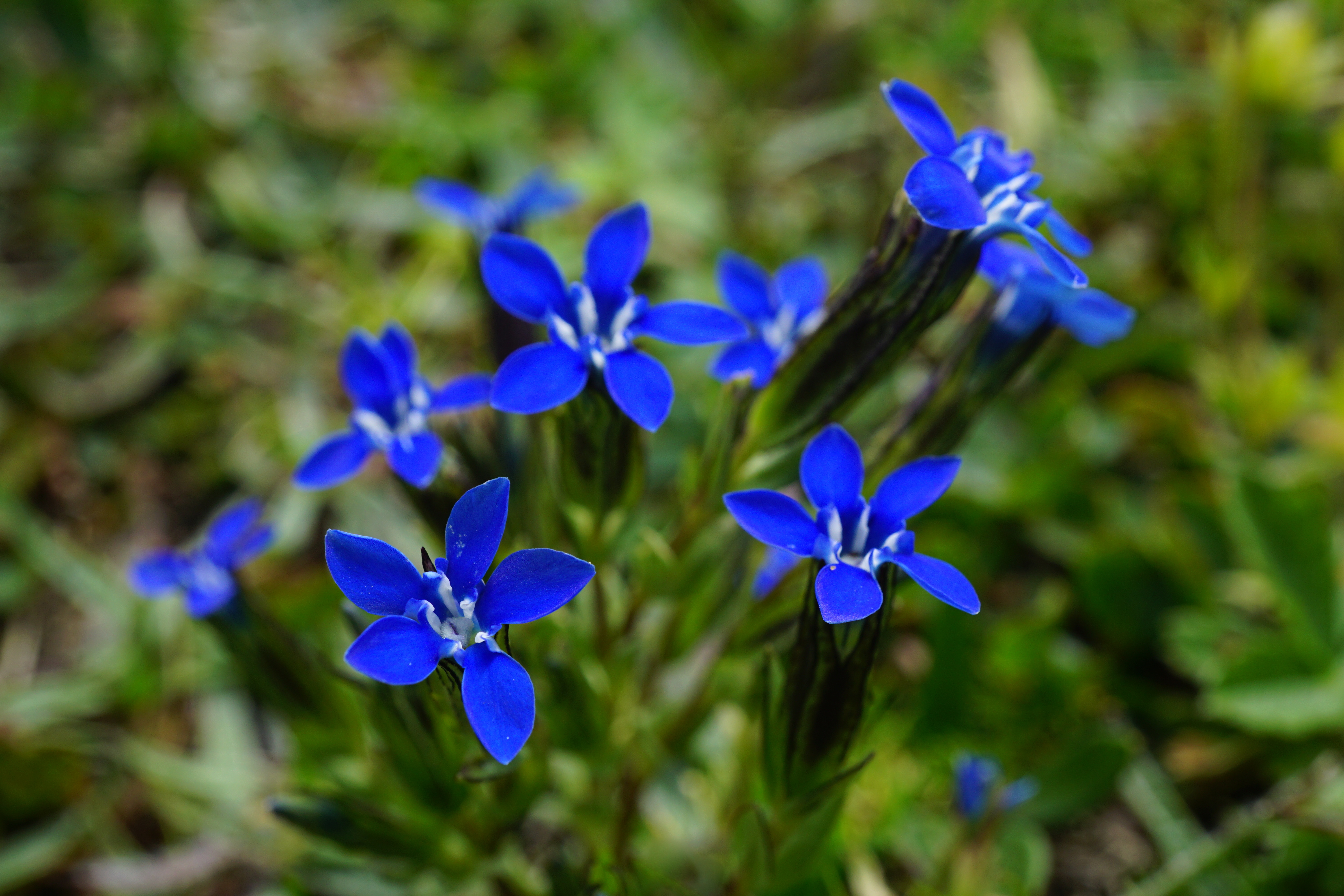
La gentiane des neiges, une espèce florale typique de la réserve.

La flore comprend différentes variétés d'espèces arboricoles, herbacées et florales, réparties comme suit :
- Environnement subatlantique (1 000 à 1 800 m d'altitude) : Houx, asplenium scolopendrius, Actaea spicata, Lonicera xylosteum, Adénostyle à feuilles d'alliaire, Daphne laureola, Cardamine à neuf folioles, Hepatica nobilis, Hêtre commun, Polystichum aculeatum, Lis martagon, Lilium bulbiferum, Framboisier, Prénanthe pourpre, Pinus nigra, Paeonia officinalis, Rosa canina, Sambucus nigra, Pirole unilatérale et If commun  ;
- Milieu boréal (1 800 à 2 200 m d'altitude) : Pinus mugo et Orthilia secunda  ;
- Milieu méditerranéen de haute montagne (2 200 à 2 400 m d'altitude) : Dryade à huit pétales, Potentilla caulescens, Gentiane des neiges, Gentiane de printemps, Juniperus sabina, Pavot des Alpes, Thalictrum minus, Primula auricula et Edelweiss des Apennins ;
- Milieu alpin (2 400 à 2 793 m d'altitude) : Silène acaule.

Concernant les espèces de champignons présentes, il y a le Bolet blafard, qui pousse en sous-bois.

## Faune

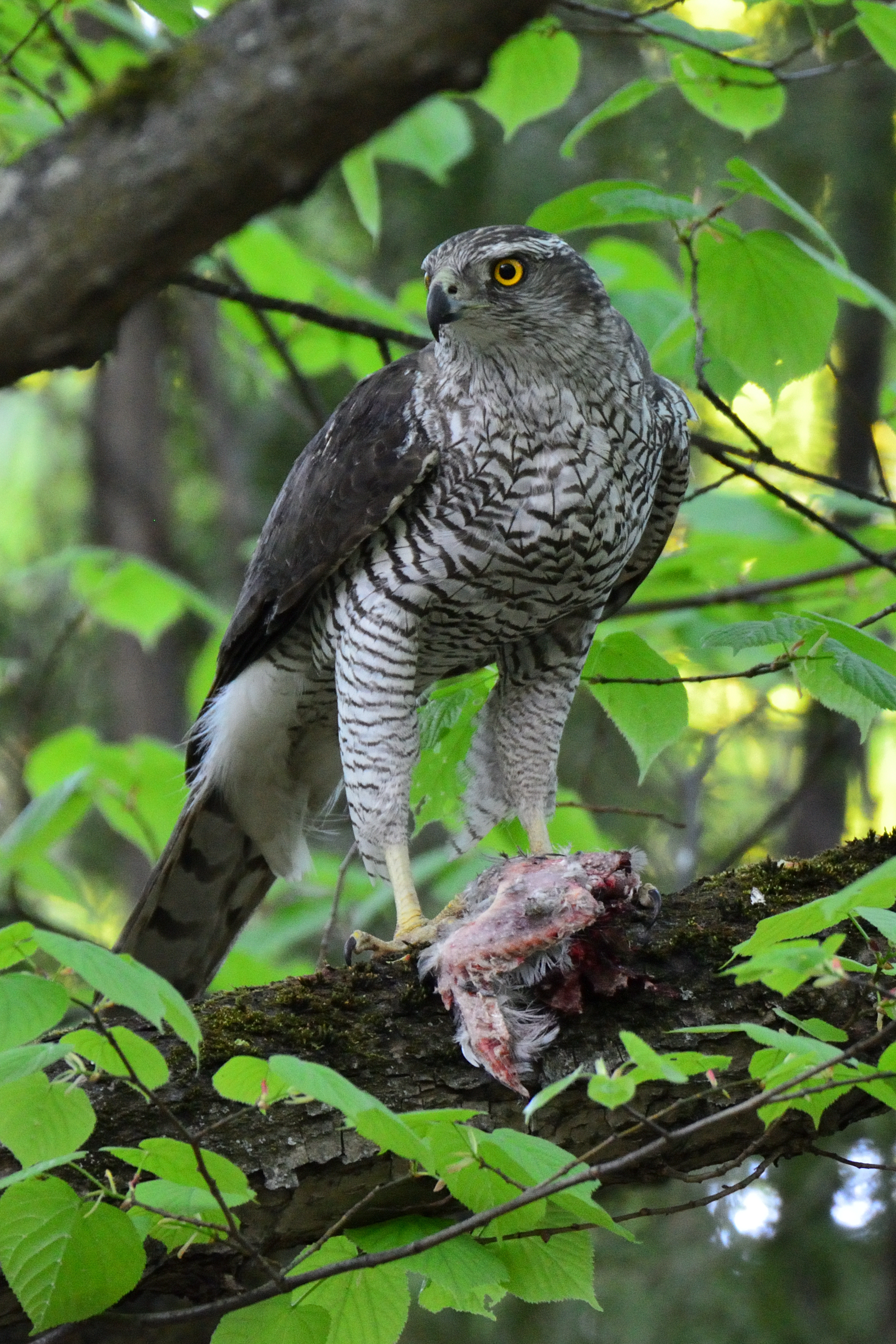
L'autour des palombes, une espèce faunistique emblématique de la réserve.

La faune est diversifiée, comprenant, pour les grands et petits mammifères, des espèces de campagnol des neiges, de chamois des Apennins, de chevreuils, de cerfs, de fouine, de chat sauvage, de loup des Apennins, de martre, d'ours brun marsicain et de renard ; parmi les grands mammifères, le chamois des Apennins, le chevreuil et le cerf sont le résultat de réintroductions. 
Les oiseaux, rapaces et autres, sont présents avec environ 120 espèces, dont des spécimens d'aigle royal, d'autour des palombes (symbole de la réserve), de perdrix bartavelle, de bec-croisé des sapins , de bondrée apivore, de faucon pèlerin, de niverolle alpine, de chocard à bec jaune, de crave à bec rouge, de faucon lanier, de merle à plastron, d'accenteur mouchet, de pic à dos blanc, de pluvier guignard et accenteur alpin. 

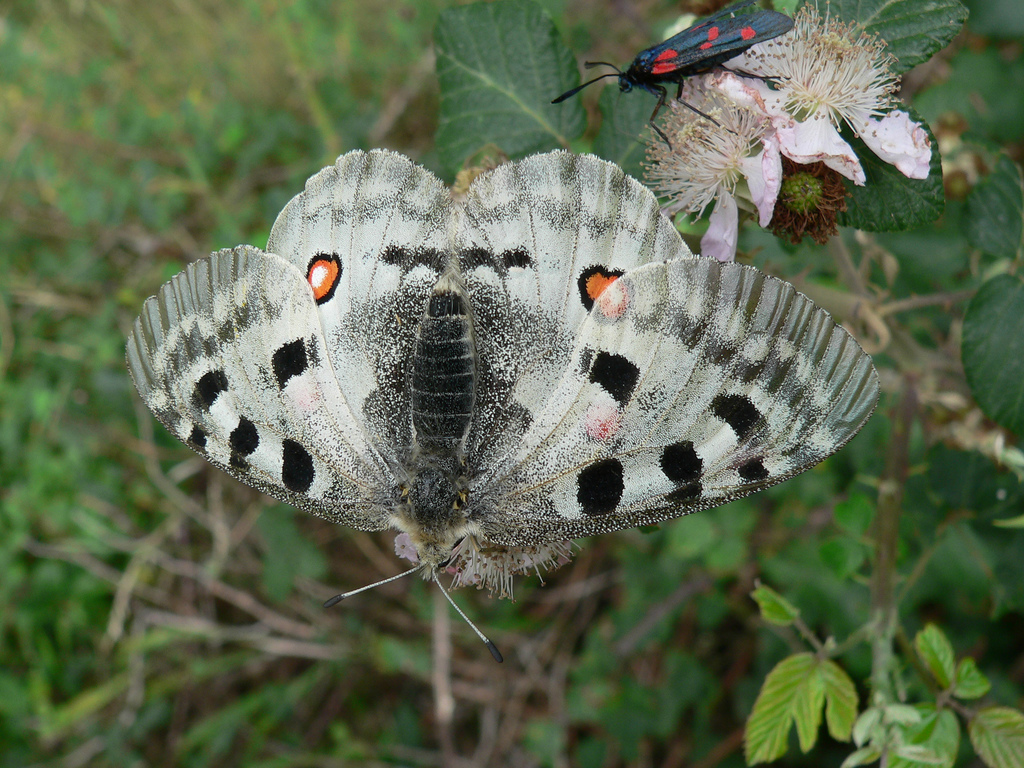
Le Parnassius Apollo.

Parmi les reptiles, il y a la rare vipère d'Orsini, présente dans les ravins rocheux des hautes altitudes, tandis que parmi les amphibiens, il y a la salamandre tachetée et le sonneur à ventre jaune, qui vivent dans des environnements humides. 
Parmi les invertébrés, on distingue le Parnassius apollo, une espèce de papillon endémique rare, le Trechus montis-majellettae et le Perizoma barrassoi, tous deux découverts et décrits localement en 1932 et 2006 respectivement.